# U-132 (1941)
U-132 — средняя немецкая подводная лодка типа VIIC времён Второй мировой войны.

## История
Заказ на постройку субмарины был отдан 7 августа 1939 года. Лодка была заложена 10 августа 1940 года на верфи Бремен-Вулкан под строительным номером 11, спущена на воду 10 апреля 1941 года. Лодка вошла в строй 29 мая 1941 года под командованием оберлейтенанта Эрнста Фогельсанга.

### Флотилии
- 29 мая — 31 августа 1941 года — 3-я флотилия (учебная)
- 1 сентября 1941 года — 4 ноября 1942 года — 3-я флотилия

### История службы
Лодка совершила 4 боевых похода. Потопила 8 судов суммарным водоизмещением 32 964 брт, один военный корабль водоизмещением 2 216 тонн, одно судно водоизмещением 6 690 брт повредила, ещё одно судно водоизмещением 4 367 брт после повреждений не восстанавливалось.
Точная дата и причина гибели лодки неизвестны. До января 1985 года историки считали, что U-132 была потоплена 5 ноября 1942 года в Северной Атлантике к юго-востоку от мыса Фарвель, Гренландия, в районе с координатами 58°08′ с. ш. 33°13′ з. д. британским самолётом. По уточнённым данным в том месте была атакована U-89, получившая существенные повреждения. В настоящее время историки придерживаются гипотезы, что U-132 была потоплена в результате мощного взрыва, уничтожившего перевозившее боеприпасы судно Hatimura, ставшее последней жертвой торпед U-132. Вместе с лодкой погибло 47 человек (весь экипаж).

### Волчьи стаи
U-132 входила в состав следующих «волчьих стай»:
- Endrass 12 июня 1942 года — 21 июня 1942
- Veilchen 24 октября 1942 года — 4 ноября 1942